# Proteinpump
Proteinpump är något form av integralt membranprotein som kan pumpa in eller ut substanser mot dess koncentrationsgradient med hjälp av exempelvis ATP.
Ett exempel på en proteinpump är natrium-kaliumpumpen.